# 落部駅
落部駅（おとしべえき）は、北海道二海郡八雲町落部に所在する北海道旅客鉄道（JR北海道）函館本線の駅である。駅番号はH57。電報略号はオヘ。事務管理コードは▲140119。

## 歴史

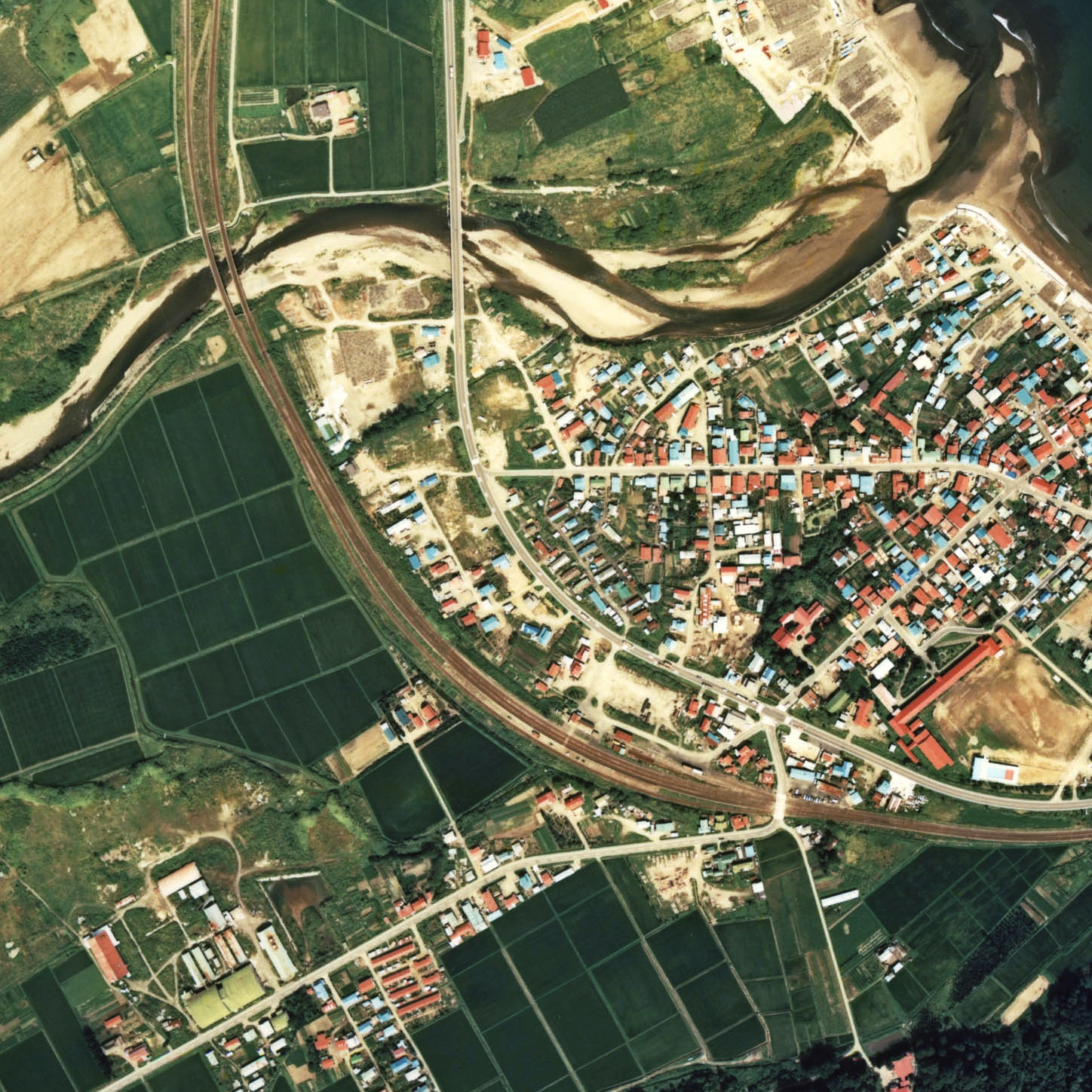
1976年の落部駅と周囲約1km範囲。右が函館方面。

1903年（明治36年）に北海道鉄道によって森駅 - 熱郛駅間が開業した際、落部村（当時）の付近では茅部（石倉）・落部・野田追（野田生）に駅を設置する予定であったが、当時の落部村では、「従来落部は宿場であり、旅人宿・飲食店・その他の商業は、宿場であるがゆえに反映したのであって、停車場が開設されることによって旅行者は村を素通りし、そのために村の繁栄が損われる」として駅設置に反対したとされるため、当駅は設置されなかった。
その後、1907年（明治40年）に宮内省御料局が落部御料林の輪伐、官有地300町歩解放を発表すると、輪伐材搬出と解放地への入植に伴う生産物・物資の輸送のため、当駅設置の請願運動がなされ、当駅が設置されることとなった。

### 年表
- 1911年（明治44年）8月5日：国有鉄道函館本線の駅として開業（一般駅）[4]。当時はのちに国道5号となるルートが線路用地であり、駅も2023年現在の地から少し離れた位置（現駅より200ｍ海側）に設置された[3]。
- 1945年（昭和20年）
  - 7月20日：当駅を含む石倉駅 - 野田追駅（現:野田生駅）間が複線化されるが、当駅前後は上り線のみ新線に移行[5][3][6]。
    - 前述のように当駅前後の旧線は現在の国道5号のルートに準じており[注 1]、石倉駅を出て現在の八雲町栄浜地区付近から、最大16‰の急勾配で段丘上に駆け上がり、現在線（第1・2落部トンネルで通過）を越えて海側に出て一旦落部市街に下ったあと、再び段丘と共に現在線を越えて山手に入り、野田追川を渡る手前（2023年現在の八雲町東野地区）で築堤で降りてきて現在線と合流する、という線形であり[7]、戦時中の輸送力増強の一環としてこれを最急勾配6‰に緩和し、加えて複線化するべく1942年（昭和17年）から複線新線への移行が進められていた[8]。
    - 新線は複線で路盤・トンネルがほぼ完成していたものの、当駅 - 野田追駅間の第3落部トンネルのみが単線トンネル2本で複線とするところ片方のみ完成していたことから、暫定的に上り線のみが移転して上下列車を分離し複線化した[7][8]。
    - しかし、最小曲線半径と前後の取り付けの都合、落部駅は200mほど山側に移転することになっていたため、この上り線のみの移行により2023年現在の国道5号の位置にあった旧線（下り線として継続使用）と上り線の乗降場位置が約200m離れることとなり、一時は駅助役を6・7名配置した[3][8][7]。しかし、複線化が同年8月15日の終戦とその後の混乱により中断してしまい、しばらくこの状態が続いた[3]。

  - 10月：駅舎本屋を現在地（新線側）に移転[3]。
- 1949年（昭和24年）6月1日：日本国有鉄道法施行に伴い、日本国有鉄道（国鉄）が継承。
- 1958年（昭和33年）12月10日：次のように変更[3][5][7]。
  - 石倉駅 - 当駅間の新線を複線化し、暫定下り線（旧線）を廃止。
  - 併せて当駅下り線ホームを現在地に移転・統合。上りホーム待合室を増築。
  - 当駅 - 野田追駅間は暫定下り線（旧線）の使用を終了し、暫定上り線（新線）のみを利用した単線とする。
- 1968年（昭和43年）9月21日：当駅 - 野田生駅（1959年〔昭和34年〕現名に改称）間を再び複線化[5][3]。
- 1980年（昭和55年）5月1日：貨物扱い廃止[9][3]。
- 1981年（昭和56年）10月1日：同日のダイヤ改正で急行列車停車駅となる[10]。
- 1984年（昭和59年）2月1日：急行「せたな」の快速化により優等列車の停車がなくなる。荷物扱い廃止[9]。
- 1986年（昭和61年）11月1日：無人化[9]。簡易委託駅となる。
- 1987年（昭和62年）
  - 3月16日：瀬棚線廃線に伴い、快速「せたな」廃止。代替列車として函館駅 - 長万部駅間に快速「アイリス」運行開始。
  - 4月1日：国鉄分割民営化に伴い、北海道旅客鉄道（JR北海道）の駅となる。
- 1991年（平成3年）12月：駅舎改築[9]。
- 2007年（平成19年）10月1日：駅ナンバリングを実施[11]。
- 2019年（令和元年）10月1日：簡易委託廃止。完全無人化。

### 駅名の由来
所在地名（旧落部村）から。地名はアイヌ語の「オテㇱペッ（o-tes-pet）」（川尻・梁・川）や、「オテㇱウンペッ（o-tes-un-pet）」（川尻・梁・ある・川）、あるいは「オテㇱウンペ（o-tes-un-pe）」（川尻・梁・ある・処）などの、「テㇱ（tes：梁）」があったことから名付けられた地名に由来するとされ、1973年（昭和48年）に国鉄北海道総局が発行した『北海道　駅名の起源』ではアイヌによるサケ漁地であった、と紹介している。

## 駅構造
カーブを描いた島式･相対式複合ホーム2面3線を持つ地上駅である。ホーム同士は、中央の構内踏切で結ばれている。3番線は下り待避線である。
2019年（令和元年）9月30日までは簡易委託駅で、受託者が乗車券（総販券（金額表示式））を発売していた。八雲駅管理の無人駅である。駅舎は木造である。
かつては、札幌行きの寝台特急北斗星が３番線に運転停車し、北斗星より後に函館駅を出発した札幌行きスーパー北斗１号が２番線を通過して、特急同士の追い越しを行っていた。（なお、スーパー北斗１号は、2014年３月のダイヤ改正で函館出発時刻が繰り上げとなったことにより、当駅での追い越しはなくなった。）

### のりば
| 番線 | 路線      | 方向       | 行先         |
| ---- | --------- | ---------- | ------------ |
| 1    | ■函館本線 | 上り       | 森・函館方面 |
| 2    | ■函館本線 | 下り       | 長万部方面   |
| 3    | ■函館本線 | （待避線） | （待避線）   |

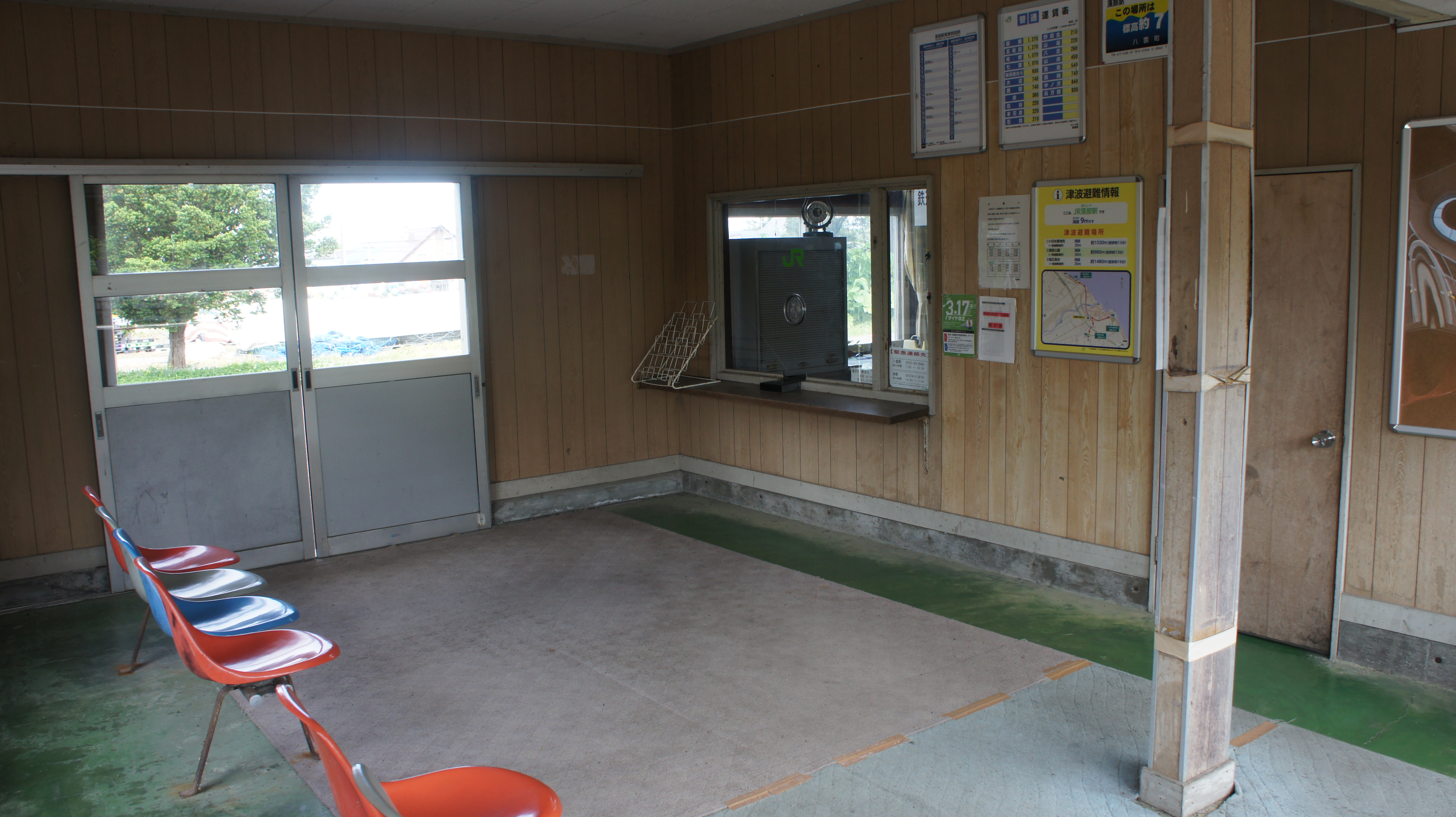
待合室（2018年6月）
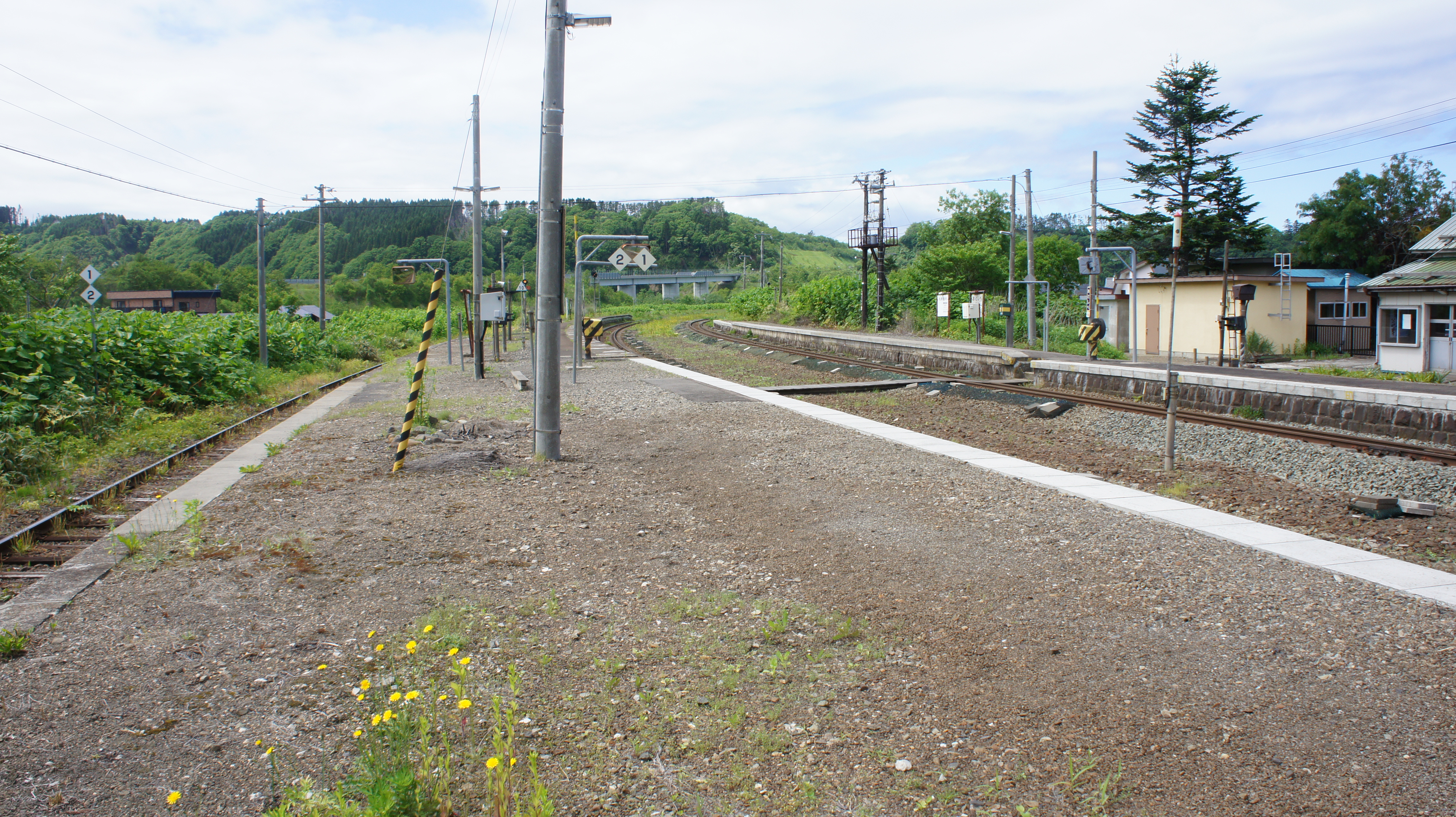
ホーム（2018年6月）
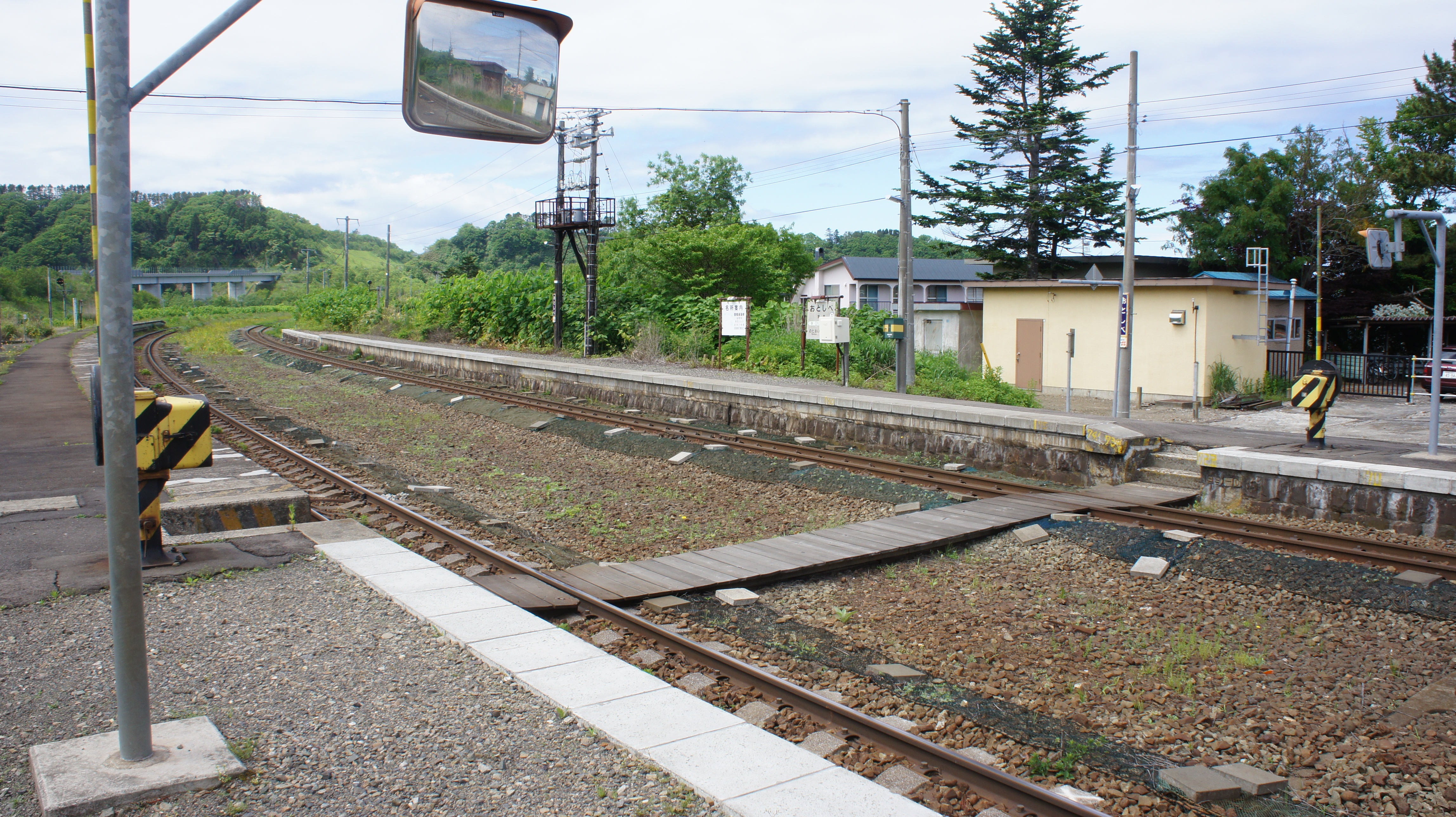
構内踏切（2018年6月）

## 利用状況
乗車人員の推移は以下の通り。年間の値のみ判明している年度は日数割で算出した参考値を括弧書きで示す。出典が「乗降人員」となっているものについては1/2とした値を括弧書きで乗車人員の欄に示し、備考欄で元の値を示す。
また、「JR調査」については、当該の年度を最終年とする過去5年間の各調査日における平均である。
| 年度               | 乗車人員（人） | 乗車人員（人） | 乗車人員（人） | 出典         | 備考 |
| 年度               | 年間           | 1日平均        | JR調査         | 出典         | 備考 |
| ------------------ | -------------- | -------------- | -------------- | ------------ | ---- |
| 1978年（昭和53年） | 70,231         | (192.4)        |                | [ 16 ] [ 3 ] |      |
| 2017年（平成29年） |                |                | 32.6           | [ 17 ]       |      |
| 2018年（平成30年） |                |                | 28.2           | [ 18 ]       |      |

## 駅周辺
- 国道5号
- 道央自動車道落部インターチェンジ
- 八雲町役場落部支所
- 八雲警察署落部駐在所
- 落部郵便局
- 新函館農業協同組合（JA新はこだて）落部支店
- 落部漁業協同組合
- 八雲町立落部小学校
- 八雲町立落部中学校
- 落部川
- 落部橋
- 落部公園
- 上の湯温泉
- 函館バス「落部駅前」停留所[19]

## 隣の駅
北海道旅客鉄道（JR北海道）
■函館本線
石倉駅 (H58) - 落部駅 (H57) - 野田生駅 (H56)